# Parsęcko
Parsęcko (do 1945 niem. Persanzig) – wieś w północnej Polsce położona w województwie zachodniopomorskim, w powiecie szczecineckim, w gminie Szczecinek.
Po likwidacji Oddziału Poczty, kod 78-412 poczta Parsęcko, zmieniono na kod 78-400 poczta Szczecinek

## Położenie
Wieś Parsęcko jest najstarszą wsią na terenie dzisiejszej gminy Szczecinek. Powstała na bazie osadnictwa słowiańskiego. Położona jest w zachodniej części gminy, oddalona o 3 km od Szczecinka, przy skrzyżowaniu dróg Szczecinek - Barwice, Dalęcino i Radomyśl (gm. Grzmiąca).
W pobliżu wsi z terenów bagiennych pozostałych po dawnym jeziorze wypływa rzeka Parsęta, w początkowym biegu ujęta w kanał melioracyjny.

## Historia
Parsęcko jest najstarszą osadą słowiańską na ziemi szczecineckiej, nazwę wsi wywodzi się od nazwy nieistniejącego już jeziora, nad którym osada została zlokalizowana, oraz od wypływającej z niego rzeki Parsęty. W 1863 roku ówczesny właściciel owego jeziora kazał przekopać głęboki kanał łączący jezioro z rzeką Parsętą, aby zwiększyć ilość wody dostarczanej do młyna zbudowanego nad rzeką. W efekcie odpływu wód poziom jeziora obniżył się wówczas o około 3 metry. Spod wody wyłoniły się rzędy sczerniałych pali dębowych z resztkami dawnych budowli, sprzętów domowych i fragmentami ceramiki. Badania archeologiczne przeprowadzone w kilkanaście lat później przez Emila Kasiske udowodniły, że jeszcze w czasach prehistorycznych istniała na tym jeziorze słowiańska osada nadwodna o charakterze okolnicy obronnej. Tezę tę potwierdziły późniejsze prace profesora Józefa Kostrzewskiego.
Wieś Parsęcko, o układzie widlicowym, położona u źródeł rzeki Parsęty, wzmiankowana jest w źródłach w XIII w., w zapisie wsi przez Bogusława IV na rzecz klasztoru cystersów w Bukowie, lecz odkrycia archeologiczne mówią o istnieniu tu osady ludzkiej już w IX-XII w. Zbudowana ona była na 5.000 dębowych palach na nieistniejącym już dziś jeziorze Parsęcko. Wieś otoczona była palisadą i stanowiła gród-twierdzę. Tradycje polskie we wsi przetrwały do XIX w., w którym w 1807 r., po manifeście Henryka Dąbrowskiego, wzywającym Polaków do powstania przeciw Niemcom i udzielenia pomocy Napoleonowi, we wsi utworzył się powstańczy oddział konnicy w sile 300 ludzi, który zdobył Szczecinek.
Teren sfalowany, opadający na południowy zachód, krajobraz pól i łąk. Jej nazwa pochodzi od nazwy nieistniejącego już jeziora, nad którym została zlokalizowana i wypływającej z niego rzeki Parsęty.
W źródłach wymieniona jest jako "villa Persantika". W 1268 roku rycerz Johannes Kule nadał cystersom z Bukowa Morskiego 150 włók ziemi leżącej na południe od dzisiejszej wsi. Książę Barnim I potwierdził to nadanie i dołączył jezioro Trzesieka (See Ceresseke). W 1288 r. książę Bogusław IV i jego dwaj bracia potwierdzili poprzednie nadania i dołączyli patronat nad kościołem wiejskim. W tym czasie Parsęcko było chłopską wsią książęcą, podlegającą urzędowi w Szczecinku. Wielokrotnie toczyły się spory o granice terenów należących do wsi. Ostatecznie zostały ustalone 22 września 1612 r.
Około połowy XVIII w. powstała nowa osada zwana kolonią "Neu-Persanzig". Została ona zlokalizowana na osuszonych terenach, położonych na południe od zabudowań wsi. Osadzono w niej 12 holenderskich rodzin, dla których wzniesiono 6 dwurodzinnych domów. Wkrótce powstał tu folwark książęcy. Następnie osadzono dwie rodziny chłopskie. Wszyscy byli zobowiązani do odrabiania służby pańszczyźnianej.
W II połowie XVIII w. we wsi Parsęcko mieszkał pastor, kościelny, sołtys, dwóch poddanych karczmarzy, poddany młynarz, osiemnastu poddanych chłopów, siedmiu chłopów wolnych od służby pańszczyźnianej, 1 zagrodnik, 1 komornik. We wsi istniał kościół parafialny, do którego należały kościół filialny w Przeradzi, wieś Mosina, Radomyśl, Dalęcino, Skotniki, Dębowo, Pękowo oraz nowo założone kolonie Parsęcko i Dalęcinko oraz nieistniejące dzisiaj Henningsthal i Neuendorf.
We wsi było 46 dymnych chat, dwie karczmy i kuźnia. Poza wsią znajdowały się dwa młyny wodne położone nad rzeką Parsętą, z których korzystali mieszkańcy Parsęcka, Radomyśla i Dalęcina. Podlegały one urzędowi książęcemu. W czasie pożaru wsi w 1822 r. spłonął kościół, a także 116 budynków oraz szkoła, która wówczas umieszczona była w zabudowaniach sołtysa.
Od początku XVIII w. przez Parsęcko przebiegał szlak poczty konnej wiodącej początkowo z Karlina przez Krosino do Szczecinka, a w następnych latach przedłużony do Jastrowia i dalej do Piły. W 1876 r. utworzono w Parsęcku agendę pocztową.
Pod koniec XIX w. powstały dwa zespoły dworskie składające się z dworu, obszernego dziedzińca gospodarczego i parku. Jeden (dzisiejsze Parsęcko I) został usytuowany na północny zachód od wsi, drugi natomiast (dzisiejsze Parsęcko II) na zachód od wsi.
Parsęcko I zbudowała zapewne rodzina Koch. W latach 1928 i 1939 jako właściciel figuruje Hermann Koch. Majątek obejmował wówczas 273 ha. Pierwotnie dziedziniec gospodarczy zabudowany był siedmioma budynkami gospodarczymi, a na wschód od niego były stawy. Poza uprawą ziemi ornej właściciel specjalizował się w hodowli trzody chlewnej. Właścicielem dworu Parsęcko II w 1928 r. był Rosenow, a w 1939 r. Karl Janner. W tym czasie majątek obejmował 127 ha ziemi. Natomiast właścicielem folwarku powstałego w I połowie XVIII w. (Neu-Persanzig), zlokalizowanego na południe od wsi i drogi Szczecinek - Barwice był w 1939 r. Albert Schulz.
W 1925 r., w sołectwie Parsęcko zamieszkiwało 1166 osób, w rok później już 1170 osób. W tym czasie sołectwo to obejmowało mieszkańców stacji kolejowej Dalęcino, Tarniny, Skalna i Pękowa. Na przełomie lat 20 i 30. we wsi istniał kościół, wzniesiony w 1926 r. na miejscu kościoła wcześniejszego, szkoła, poczta, młyn wodny nad rzeką Parsętą, zlokalizowany na północny zachód od zespołu dworskiego Parsęcko I. Funkcjonowały następujące organizacje: Towarzystwo Elektryfikacji, Towarzystwo Mleczarskie, Związek Strzelecki, Towarzystwo Śpiewacze, Związek Młodzieży, Związek Weteranów Wojennych.
Po 1945 r. dawne zespoły dworskie zostały przejęte przez Państwowe Gospodarstwa Rolne.
Obecnie we wsi znajduje się szkoła, zbudowana w 1924 r., murowana, tynkowana o modernistycznych cechach architektury. W budynku tym były cztery sale lekcyjne i mieszkanie dla nauczyciela.
Remiza, murowana, ceglana, z pocz. XX w., usytuowana po zachodniej stronie cmentarza przykościelnego. Wieś liczy 1150 mieszkańców.
Na terenie wsi znajdują się dwa nieczynne cmentarze ewangelickie oraz jeden cmentarz komunalny. Pierwszy z nich (staroluterański), założony w XIX w., w płn.-wsch. części wsi, na skarpie, o pow. ok. 0,40 ha, w kształcie prostokąta. Po północno-zachodniej stronie polnej drogi, przylegający swym dłuższym bokiem do zagród. Na mapie z lat 30. XX w. zaznaczono budynek przylegający od północnego wschodu do cmentarza. Obecnie w budynku tym mieści się piekarnia. Obszar cmentarny jest nieogrodzony, brak nagrobków, porośnięty pojedynczymi, starymi okazami drzew: klony, jesiony, liczne samosiewy i krzewy.
Drugi również nieczynny, założony na przełomie XIX/XX w., o pow. ok. 0,60 ha, na wzniesieniu, tuż za zabudową wiejską, po płd.-wsch. stronie polnej drogi. Teren nieogrodzony, zachowany układ rozplanowania kwater podkreślony nasadzeniami drzew, zachowane fragmenty nagrobków, oczyszczony z krzewów.
Cmentarz komunalny założony po 1945 r., południowo-zachodnim bokiem przylega do starszego cmentarza, prostokątny, o pow. ok. 0,40 ha, ogrodzony płotem z metalowej siatki.
W latach 1954–1972 wieś była siedzibą gromady Parsęcko.
Do 2004 r. u zbiegu dróg w południowej części wsi znajdowała się przydrożna murowana, tynkowana kapliczka w 2004 r. zastąpiona nową, kamienną.

## Komunikacja autobusowa
W miejscowości znajdują się przystanki Przedsiębiorstwa Komunikacji Samochodowej (PKS). 

## Architektura
We wsi:
- dwór neoklasycystyczny z 3 ćwierci XIX w. i 1919, murowany, otoczony niewielkim parkiem krajobrazowym, przez który przepływa rzeka Parsęta.
- neoromański kościół pw. M.B. Różańcowej, murowany z 1926 r., z wolno stojącą dzwonnicą (dawniej drewnianą).